# Robotyzacja

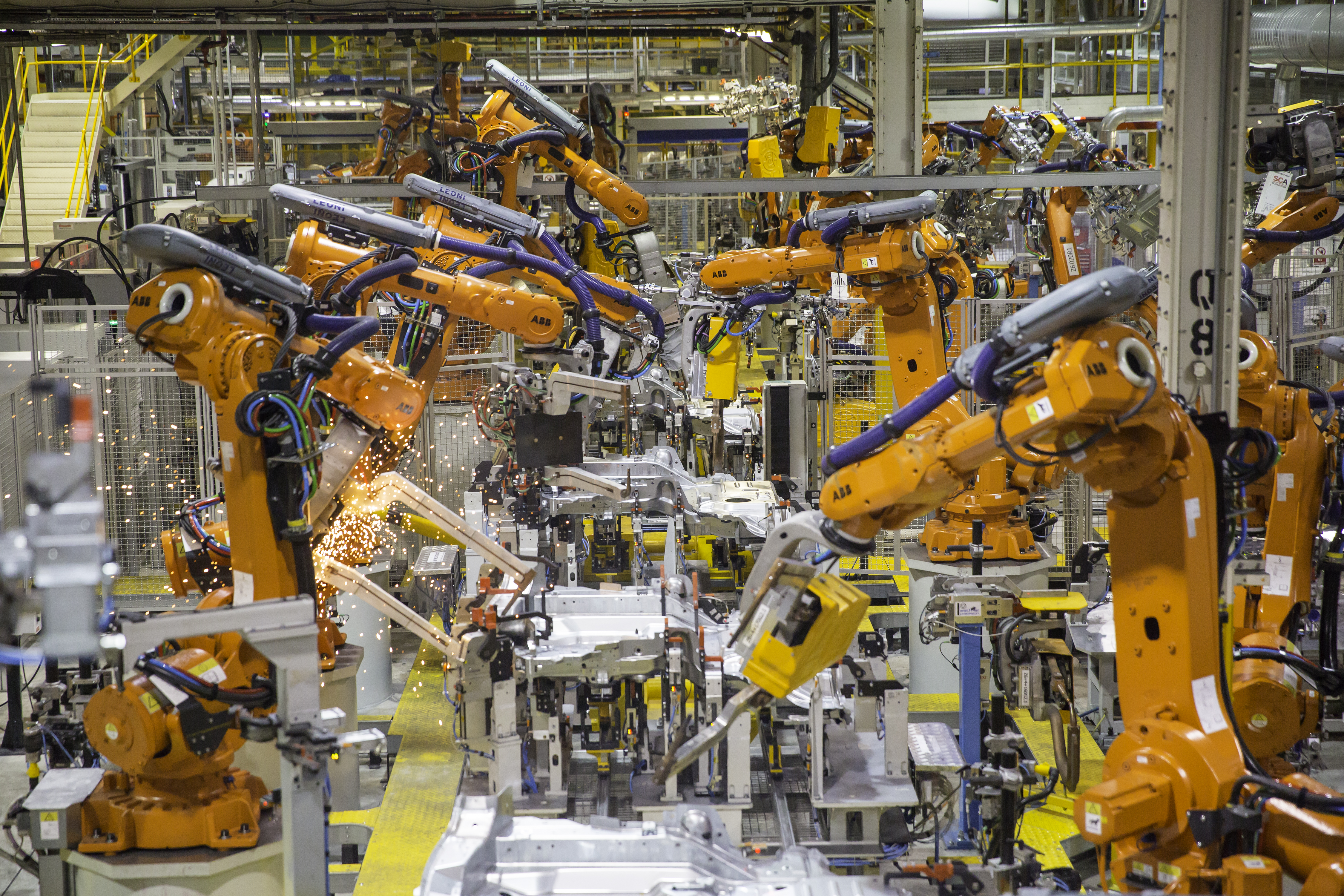
Roboty przemysłowowe

Robotyzacja – zastępowanie pracy ludzkiej pracą robotów.

## Przemysł
Najczęściej ma miejsce na stanowiskach gdzie wykonywane są powtarzalne, rutynowe czynności, również w warunkach niebezpiecznych i uciążliwych dla człowieka.

## Usługi
W środowisku usługowym robotami są aplikacje informatyczne, wykorzystywane do automatyzowania procesów biznesowych (tzw. zrobotyzowana automatyzacja procesów, ang. Robotic Process Automation).